# 二密镇
二密镇，是中华人民共和国吉林省通化市通化县下辖的一个乡镇级行政单位。

## 行政区划
二密镇下辖以下地区：
二密社区、铜山社区、马当村、曙光村、向阳村、干沟村、八道沟村、迎门岔村、正岔村、葫芦套村、孤砬子村和青沟子村。